# 徐吉浣
徐吉浣（1935年}8月14日—），女，汉族，中华人民共和国学者、政治人物，同济大学教授，曾任中国民主同盟中央委员会常务委员，第九届全国政协委员。